# ألف باتريك
ألف باتريك (بالإنجليزية: Alf Patrick)‏ (و. 1921 – م) هو لاعب كرة قدم، من المملكة المتحدة، ولد في يورك.